# Loikaw
Loikaw é uma cidade de Mianmar, capital do estado de Kayah. Localiza-se no sudeste do país país. Sua população, de acordo com estimativas de 2010, é de 18 972 habitantes.